# Posvetovalni referendum o pristopu Republike Slovenije k Evropski uniji (EU)
Posvetovalni referendum o pristopu Republike Slovenije k Evropski uniji (EU) je bil izveden 23. marca 2003. Na referendumu so volivci odločali o tem,  ali naj Slovenija postane članica Evropske unije. Na isti dan je bil izveden tudi referendum o vstopu Slovenije v zvezo NATO. Za vstop v EU je glasovalo 89,61 % volilcev, za vstop v zvezo NATO pa 66,05 % volilcev. Izida obeh referendumov sta bila zavezujoča in neponovljiva.

## Ozadje
Republika Slovenija si je od osamosvojitve naprej prizadevala priključiti Evropski uniji. Prvi formalen korak je bil sklenitev sporazuma o pridruženem članstvu 10. junija 1996. Pogojanja o pristopu so se začela leta 1998 in končala 12. decembra 2002. Evropski svet je za datum pridružitve desetih novih članic, med drugim tudi Slovenije, določil 10. maj 2004.

### Razpis referenduma
Odlok o razpisu posvetovalnega referenduma o vstopu v EU je državni zbor sprejel s 60 glasovi za in 12 glasovi proti.

### Javno mnenje
Po podatkih ankete časnika Večer, objavljene 17. junija 2002, je vstop v EU podpiralo 66 % vprašanih, 25 % pa je priključitvi nasprotovalo.

## Referendumska kampanja
Vlada je organizirala kampanjo preko urada vlade za informiranje, ki jo je okrepila v času pred referendumom. V sklepnem delu javne razprave je povezala temi obeh referendumov, ki sta potekala na isti dan, v geslo "Doma v Evropi, varni v Natu." Kampanjo pod tem geslom so podprli predsednik republike Janez Drnovšek, Milan Kučan, Janez Stanovnik, predsednik državnega zbora Borut Pahor, vodja največje opozicijske stranke Janez Janša, Andrej Bajuk, France Bučar, Spomenka Hribar, Franc Rode, predsednik vlade Anton Rop, nekateri ministri vlade in drugi. V okviru kampanje se je izvajala izdaja in distribucija publikacij, reklame v tiskanih medijih, na televiziji in radiu, sofinanciranje oddaj, v katerih so sodelovali zagovorniki in nasprotniki in organizacija javnih razprav.